# Kot Radha Kishan
Kot Radha Kishan (en ourdou : كوٹ رادها كِشن) est une ville pakistanaise, située dans le district de Kasur dans le nord de la province du Pendjab. Elle est aussi la capitale du tehsil du même nom.
La ville se situe dans le nord-est de la province du Pendjab, à proximité immédiate de la frontière indienne. Elle est desservie par le train, sur la ligne de chemin de fer Lodhran-Kasur.
En 2002, une école d'enseignement primaire, intermédiaire et supérieure appelée la Learning School est fondée dans la ville dans le but d'accueillir des étudiants et élèves de la ville et de 52 villages alentour.
La population de la ville a été multipliée par plus de cinq entre 1972 et 2017 selon les recensements officiels, passant de 14 468 habitants à 58 833. Entre 1998 et 2017, la croissance annuelle moyenne s'affiche à 2,1 %, un peu inférieure à la moyenne nationale de 2,4 %. En 2023, la population de la ville monte à 102 057 habitants.
Près de 82 % des habitants parlent le pendjabi, tandis qu'environ 15 % des habitants ont le mewati pour langue maternelle et 3 % l'ourdou.
Essentiellement musulmane, la ville inclut une minorité chrétienne, comptant environ 3 600 fidèles, plus de 3 % des habitants de la ville.
Le taux d'alphabétisation de la ville s'élève à 74 % en 2023 (contre une moyenne nationale de 61 %), dont 78 % pour les hommes et 70 % pour les femmes.
|            | 1972 (rec.) | 1981 (rec.) | 1998 (rec.) | 2017 (rec.) | 2023 (rec.) |
| ---------- | ----------- | ----------- | ----------- | ----------- | ----------- |
| Population | 14 468      | 24 969      | 39 555      | 58 833      | 102 057     |